# روبرت دونكان (مجدف)
روبرت دونكان (بالإنجليزية: Robert Duncan)‏ هو مجدف أسترالي، ولد في 19 نوفمبر 1931.

## وصلات خارجية
- روبرت دونكان على موقع الاتحاد الدولي للتجديف (الإنجليزية)
- روبرت دونكان على موقع أوليمبيديا (الإنجليزية)